# Zuccotto
Zuccotto je nepečený dezert pocházející z Itálie. Podává se chlazený. Údajně se má jednat o florentskou specialitu, ale chybějí pro to důkazy, navíc dezert podle podobných receptů se v minulosti i nyní připravuje po celé Itálii.
Existuje více receptů, jak zuccotto připravit, jeden z nich je následující: na dno mísy a po jejím obvodu se naskládají dlouhé piškoty namáčené v likéru Amaretto a dovnitř vloží dvě vrstvy náplně oddělené opět namáčenými piškoty. Jedna část náplně se skládá ze sýru ricotta smíchaného s cukrem, kousky kandovaného ovoce, mandlovými vločkami a drobnými kousky čokolády. Ta druhá je téměř stejná, jenom se přidá trocha kakaa. Náplň se zakryje piškoty, opět máčenými v likéru, nádoba se zatíží a na 24 hodin umístí do ledničky. Před podáváním se lehce posype kakaem.
Místo sýrové náplně se používá i šlehačka, ochucená třeba vanilkou, případně ořechy. Piškoty se mohou máčet kromě Amaretta i v rumu.